# HR 8799 e

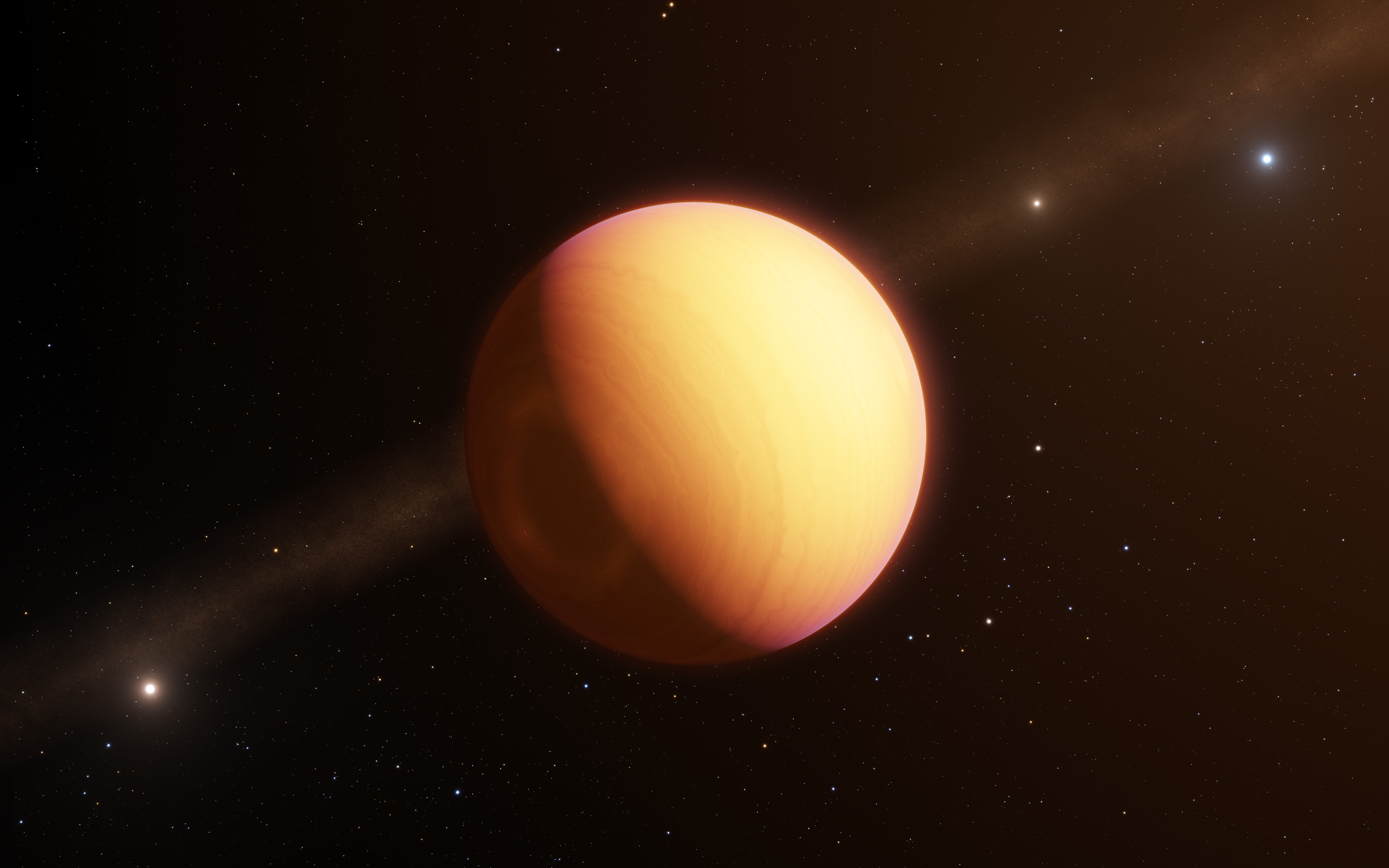
Imagem ilustrativa de HR 8799 e.

HR 8799 e é um planeta extrassolar gasoso que orbita a estrela HR 8799, localizada a aproximadamente 129 anos-luz da Terra na constelação de Pegasus. Foi descoberto pelo National Research Council's Herzberg Institute of Astrophysics em 1 de novembro de 2010 ao observar o sistema HR 8799, e sua descoberta foi publicada três semanas depois. As observações foram feitas com o observatório Keck. Foi o quarto planeta do sistema a ser descoberto.
HR 8799 e é o planeta mais interno do sistema HR 8799, orbitando a estrela a uma distância média de 14,5 UA com um período orbital de cerca de 50 anos. Possui uma massa estimada entre 5 e 13 massas de Júpiter.